# Rivula nigripuncta
Rivula nigripuncta är en fjärilsart som beskrevs av William Schaus 1913. Rivula nigripuncta ingår i släktet Rivula och familjen nattflyn. Inga underarter finns listade.